# 4,6-二甲基二苯并噻吩
4,6-二甲基二苯并噻吩是一种有机硫化合物，化学式为C14H12S。

## 合成与反应
4,6-二甲基二苯并噻吩可以3-甲基环己-2-烯酮为原料，经3-甲基-2-(2-甲基苯硫基)环己-2-烯酮中间体反应得到，副产物为1,2,3,4-四氢-4,6-二甲基二苯并噻吩。
在四(三乙基膦)镍催化下，它和甲基溴化镁反应，可以得到2,2',3,3'-四甲基联苯。